# Setaria madecassa
Setaria madecassa är en gräsart som beskrevs av Aimée Antoinette Camus. Setaria madecassa ingår i släktet kolvhirser, och familjen gräs. Inga underarter finns listade i Catalogue of Life.